# Baden
 For alternative betydninger, se Baden (flertydig). (Se også artikler, som begynder med Baden)
Baden er et historisk område og en tidligere statsdannelse i den sydvestlige del af det nuværende Tyskland. Fra 1100-tallet til 1952 eksisterede Baden i forskellige former som et statsligt territorium. Det udgør groft set den vestlige del af den nuværende tyske delstat Baden-Württemberg.
Markgrevene af Baden var en gammel fyrsteslægt med navn efter borgen Hohenbaden i Baden-Baden. I løbet af middelalderen og de senere århundreder skaffede den sig et stadigt større territorium i området mellem Schwarzwald og Rhinen. Den blev delt i flere linjer, som blev samlet igen til et markgrevskab i 1771.
I forbindelse med opløsningen af det hellige tysk-romerske rige i 1806 ophøjede Napoleon Baden til et storhertugdømme og Baden fik tildelt så mange nye territorier, at arealet blev femdoblet. Baden var derefter en suveræn stat i det Tyske Forbund, og efter Revolutionerne i 1848 en af de allermest liberale af de tyske stater.
I 1871 blev Baden et af forbundslandene i det nye Tyske kejserrige. Ved novemberrevolutionen i 1918 blev Baden republik, der indgik i Weimarrepublikken og Nazi-Tyskland. Efter Anden Verdenskrig blev Baden i 1952 slået sammen med Württemberg-Baden og Württemberg-Hohenzollern og dannede den nye delstat Baden-Württemberg i Vesttyskland.

## Historie

### Markgrevskabet Baden
Markgreverne af Baden nedstammede fra huset Zähringen. Baden er opkaldt efter markgrevernes bopæl, Hohenbaden Slot i Baden-Baden. Herman 2. af Baden var den første, der gjorde krav på titlen som markgreve af Baden i 1112. I løbet af middelalderen og de senere århundreder skaffede de sig et stadigt større territorium i området mellem Schwarzwald og Rhinen. Et forenet markgrevskab Baden eksisterede indtil 1535, hvor det blev delt i de to markgrevskaber Baden-Durlach og Baden-Baden. Efter en ødelæggende brand i byen Baden-Baden i 1689 blev hovedstaden flyttet til Rastatt.
De forskellige linjer blev igen samlet til et forenet markgrevskab i 1771.

### Napoleonskrigene
I forbindelse med opløsningen af det hellige tysk-romerske rige i 1806 ophøjede Napoleon Baden til et storhertugdømme og Baden fik tildelt så mange nye territorier, at arealet blev femdoblet. Baden var derefter en suværen stat, og efter revolutionen i 1848 en af de allermest liberale af de tyske stater.

### Det tyske kejserrige
I 1871 blev Baden et af forbundslandene i det nye Tyske kejserrige med grænser til rigslandet Elsass-Lothringen, Kongeriget Bayern, storhertugdømmet Hessen-Darmstadt, kongeriget Württemberg, kongeriget Preussen (Hohenzollern) og Schweiz. Hovedstad var Karlsruhe.

### Det 20. århundrede
I 1918 blev Baden republik. I 1952 blev Baden slået sammen med Württemberg-Baden og Württemberg-Hohenzollern og dannede den nye delstat Baden-Württemberg.

## Andet
- Baden er i dag et kulturelt begreb og er kendt for festspillene i Baden-Baden. Sydbaden er kendt for mildt klima og gode vine. Den gamle stammesbetegnelse alemannisk bruges både som betegnelse for den badiske dialekt og om badiske særegenheder generelt.

- Sverige-Norges sidste fælles kronprinsesse, Viktoria, var en badisk prinsesse.
- Badische Staatseisenbahnen byggede jernbanen fra Mannheim til Basel. Fra tanken opstod i 1835, gik der 20 år før linjen var færdig.